# 歌舞妓堂艶鏡

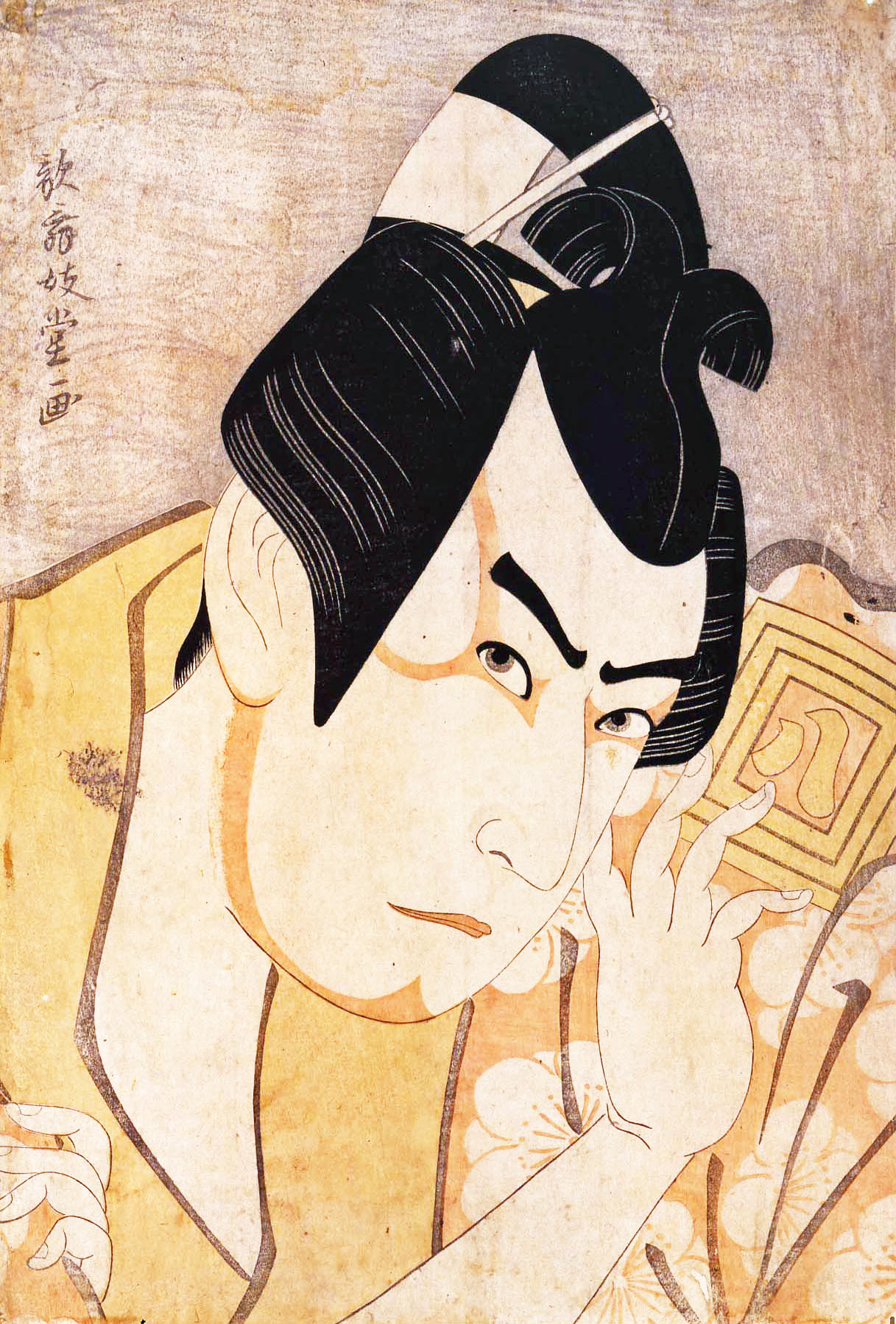
「三代目市川八百蔵の梅王丸」（寛政8年）

歌舞妓堂 艶鏡（かぶきどう えんきょう、寛延2年〈1749年〉 - 享和3年9月20日〈1803年11月4日〉）とは、江戸時代の浮世絵師。「歌舞伎堂」とも記される。

## 来歴
大正15年（1926）「浮世絵之研究」第十七号発表論文おいて落合直成は、歌舞伎狂言作者の二代目中村重助が歌舞妓堂艶鏡であることを考証した。
同論文において落合は複数の狂歌本を挙げ、二代目中村重助の俳号に「歌舞妓工」「歌舞妓堂」があることを紹介して「私はこの立役者二代目中村重助を以て歌舞妓道艶鏡の本名と信ずるものである」と結論づけている。（ただし、中村重助が「艶鏡」を名乗ったという記録や浮世絵を描いたという記録は挙げていない）
この解釈に従うなら、歌舞妓堂艶鏡＝二代目中村重助は寛延2年（1749年）生まれで、享和3年（1803年）9月20日に55歳で死去したことになる。中村重助は寛政6年（1794年）頃まで役者として舞台に立っており、その後役者番付にその名が見えないので、歌舞妓堂艶鏡の作画年代の寛政7年（1795年）から8年（1796年）のころと一致する。
寛政7年（1795年）秋から翌年にかけて、東洲斎写楽の直後に出て、写楽とよく似た役者絵を描いた。作品は「三代市川八百蔵の梅王丸」（浮世絵 太田記念美術館所蔵）、「初代市川男女蔵」、重要美術品「二代目嵐龍蔵の金貸石部金吉」（以上、平木浮世絵美術館 UKIYO-e TOKYO所蔵）、「初代中山富三郎」（シカゴ美術館所蔵）など、役者絵7点が知られるのみである。しかし写楽ほどの極端な性格描写はせず温和で、いくらか美的感覚中心であるといえる。その版画には印章、版元、商標などは全くなく、経歴も拠るべきものは無く、「浮世絵類考」では役者似顔を描いたが、拙劣であったため半年ほどで世に行われなくなったという。
一説に写楽と同一人物であるという。明治35年（1902年）の林忠正の売り立て目録には艶鏡が写楽の別名だと記載があった。市販書やインターネット上の記事ではしばしば「1910年にSharakuを著したドイツ人ユリウス・クルトは写楽の正体を艶鏡とする説を発表した」といった趣旨の記述が行われているが、同一人物説そのものは先行の説に従ったものであり、クルトのオリジナルの新説ではない。また、クルトは艶鏡を写楽から改号した別名義と考えていたのであり、Sharakuの中で写楽の正体とされているのは江戸の能役者斎藤十郎兵衛である。。
また「芸術家の個性的形態本能は、作品中の最も意味の弱い部分に最も純粋な形で現れる」という19世紀イタリアの西洋美術史家モレルリの手法を引用し、耳の描き方の違いや相互の絵の細部に到る酷似から、写楽の第三期間版役者絵11枚は艶鏡が描いたとする説がある。

## 作品
- 「三世市川八百蔵の梅王丸」 太田記念美術館、ミネアポリス美術館所蔵
- 「二世中村仲蔵の松王丸」 ミネアポリス美術館所蔵、グラブホーン・コレクション
- 「二世中村野塩の桜丸」 ミネアポリス美術館所蔵
- 「中山富三郎」 シカゴ美術館所蔵